# Australian Rugby Shield
Pour les articles homonymes, voir Shield.
L’Australian Rugby Shield était une compétition amateur de rugby à XV australienne dont le but est la découverte de nouveaux talents et l’aide au développement du rugby à XV hors des États du Queensland et de Nouvelle-Galles du Sud où il est populaire.

## Historique
L’Australian Rugby Shield a pour objectif de donner à l'élite des joueurs amateurs et à leurs fédérations des occasions régulières de s’affronter par le biais de sélections à un niveau plus élevé que dans les compétitions de leurs États et territoires respectifs. La compétition suit les mêmes règles que le Super 14 et aide les joueurs, entraîneurs et arbitres dans leur progression vers le niveau professionnel.
La création de cette compétition fut également un pas important dans le cadre du développement du rugby à XV en Australie et fournit à l’Australian Rugby Union l’occasion de détecter des joueurs de talent au niveau national.
La compétition a été créée en 2000. En 2006 la compétition est composée de huit équipes, Canberra et la Tasmanie faisant leur apparition pour la première fois. La compétition se disputera en deux poules de 4 avec finales croisées. L’ARU a décidé d’exclure de la compétition les joueurs sous contrat et ceux provenant des académies.
La compétition est suspendue en 2008.
Après une décennie d'interruption, elle reprend sous une forme légèrement différente en 2018 et, après l'interruption due à la pandémie de Covid-19, à nouveau en 2022.

## Équipes

### Poule 1
- ACT & Southern NSW Vikings
- Darwin Mosquitoes
- New South Wales Country Cockatoos
- Queensland Country Heelers

### Poule 2
- Adelaide Black Falcons
- Melbourne Axemen
- Perth Gold
- Tasmania Jack Jumpers

## Palmarès
- 2000 : Queensland Country Heelers
- 2001 : New South Wales Country Cockatoos
- 2002 : New South Wales Country Cockatoos
- 2003 : Perth Gold
- 2004 : New South Wales Country Cockatoos
- 2005 : Perth Gold
- 2006 : ACT & Southern NSW Vikings
- 2007 : Victorian Axemen
- 2008 : New South Wales Country Cockatoos
- 2009-2021 : Pas de compétitions
- 2022 : ACT and Southern NSW Rugby Union
- 2023 : ACT and Southern NSW Rugby Union